# Avesuchia
Los avesuquios (Avesuchia) son un clado de saurópsidos (reptiles) diápsidos arcosauromorfos, que aparecieron a finales del período geológico Triásico y perduran hasta el presente, como aves y cocodrilos, distribuyéndose por toda la tierra.
Avesuchia, fue acuñado originalmente por Benton (1999) y definido más adelante parcialmente (Benton, 2004),[cita requerida] es un reemplazo para los arcosaurio. El uso tradicional del Archosauria incluyó algunos taxones basales con una ventana anteorbital que quedan fuera del nodo que ensambla Crocodylia y Neornithes. Benton prefirió una definición basada en características anatómicas de Archosauria, aunque la que él presentó no era una definición completa, usando la ventana anteorbital, un carácter que se pierde muchas veces dentro del grupo. Este uso es cercano a una definición taxonómica levemente más restricta para el clado bien conocido Archosaruia (Gauthier, 1986) por esto muchos han adoptado el último uso. Es definida como Avemetatarsalia y Crurotarsi (y taxones hermanos de Crurotarsi que están más cercanos a Crocodylia que a Aves) y todos sus descendientes.